# 去往第九王国
《去往第九王国》（德語：Die Wiederholung）是奥地利作家彼得·汉德克1986年创作的小说。小说讲述了一位德国斯洛文尼亚混血的奥地利人前往共产主义南斯拉夫寻找自我的故事。

## 评价
《纽约时报》的戴维·普莱斯-琼斯写道：“汉德克的目的是粉碎奥地利人的自满情绪，彻底拒绝民族的沉默和逃避阴谋，使奥地利人最终能够站起来。虽然这個目的令人钦佩，但汉德克先生在作品中表達不出這一點。在某种程度上，这部小说的疏离可以归因于其风格的刻意疏远。”普莱斯接着说：“更重要的是，《去往第九王国》揭示了一个人对他的同伴如此无情，以至于他只能可怜自己并憎恨他人。对这些反应的屈服是为了扩大纳粹遗产的影响而非摧毁它。没有人类的新起点根本就不算是新起点。”
德国作家温弗里德·格奥尔格·泽巴尔德在他的文章《跨境》（Across the Border）中讨论了《去往第九王国》对其作品的影响，并在文末如此写道：“在《去往第九王国》中，汉德克让照亮绿叶或帐篷下空间的特殊光线在文字之间闪烁，他以令人震惊的谨慎和精确的方式写出文字；籍此，他成功地将文章变成了荒漠中的绿洲，即使在文化产业中，绿洲面积也在日益扩大。”
《卫报》的加布里埃尔·乔西波维奇在评论最后说道：“（汉德克的）叙述……是我读过的关于活着、行走在地球上之意义的文章中最庄严动人的回忆之一。”